# Bielorrusia en los Juegos Paralímpicos de Lillehammer 1994
Bielorrusia estuvo representada en los Juegos Paralímpicos de Lillehammer 1994 por dos deportistas masculinos. El equipo paralímpico bielorruso no obtuvo ninguna medalla en estos Juegos.